# Hálfdanar saga Eysteinssonar
Die Hálfdanar saga Eysteinssonar (Hfd. Ey.) ist eine Vorzeitsaga (Fornaldarsögur) aus dem frühen 14. Jahrhundert. Sie handelt von Halfdan Eysteinsson und Ereignissen, die sich im 9. Jahrhundert in der Zeit der Besiedlung Islands zugetragen haben sollen.

## Hálfdan Eysteinssonar
Hálfdan, der Protagonist der Geschichte, stammte in direkter Linie aus der Familie des Gottes Odin. Er war der Urenkel Odins, dessen Sohn Sæmingr, der König von Hålogaland, der Vater von Thránd (Þrándr), dem König von Trondheim, gewesen sein soll. Aus der Ehe von Þrándr mit Dagmær entstammten Hálfdans Vater Eysteinn und dessen Bruder Eirikr enn víðförli, von dem die Eiríks saga viðförla handelt, der sich auf die Suche nach dem Ódáinsakr (Lande der Unsterblichen) begab. Eysteinn war mit Ása verheiratet, der Tochter von Sigurðar hjarta und Áslaug. Die Sage von Hálfdanar Eysteinssonar ist in Hauptabschnitte gegliedert, die wiederum in mehrere Unterabschnitte eingeteilt sind.

### Eroberung von Aldeigjuborg
Im ersten Teil (Abschnitt 1 bis 6) geht es um die Familie von König Hálfdan und um die Fahrten König Eysteinns, die dieser gemeinsam mit seinem Sohn Hálfdan und einem Gefolgsmann namens Úlfkell snillingr unternimmt. Sie begeben sich nach Garðaríki und überfallen den greisen König Hergeirr in seiner Residenz Aldeigjuborg am Ladogasee. Nach dem gewaltsamen Tod des Königs unterwirft Eysteinn das ganze Land und heiratet dessen Ehefrau Isgerðr, deren Tochter Ingigerðr sich zu dieser Zeit bei dem Jarl Skúli in Alaborg befindet. Eysteinn, der befürchtet, dass Skúli sich für die Ermordung seines Herrn rächen wird, entsendet ein großes Heer unter der Führung von Hálfdan und Úlfkell, um ihn zu vernichten. Der Jarl wurde jedoch gewarnt und tauscht mit seinem Diener Kolr die Rollen, kleidet diesen in seine Rüstung und verspricht ihm seine Pflegetochter Ingigerðr zur Gemahlin. Skúli hatte dieser aufgetragen ebenfalls einen Rollentausch mit ihrer gleichnamigen Dienerin Ingigerðr vorzunehmen, die eine Tochter Kolrs war. Gemeinsam flohen nun beide als Bettler verkleidet aus der Stadt. Kolr verteidigte die Stadt tapfer, wurde jedoch getötet und nach der Erstürmung der Burg wurde die vermeintliche Königstochter von den Eroberern zu König Eysteinn gebracht. Da Hálfdan an Ingigerðr wenig Gefallen fand, überließ sein Vater sie Úlfkell als Lohn für seine Dienste.

### Rache Skúlis und Ingigerðrs
Die Abschnitte 7 bis 9 berichten davon, dass drei Jahre später zwei Fremde (die sich beide Grímr nannten) am Hof König Eysteins um Aufnahme und Herberge über die Zeit des nahenden Winters baten. Der König gewährte ihnen diese Bitte. Als am Julfest ein Ballspiel stattfindet, erkennt die Königin in dem jüngeren Grímr ihre verkleidete Tochter. Als die meisten Gäste nach dem anschließenden Umtrunk auf den Bänken eingeschlafen waren, bemerkte Hálfdan, dass der junge Grímr einen Handschuh abgestreift hatte. Die bloße mit einem Ring versehene Hand war wunderschön und von dem Edelstein schien eine magische Kraft auszugehen. Vorsichtig zog er dem Schlafenden den Ring vom Finger und nahm ihn gemeinsam mit dem Handschuh an sich. Als er bald darauf selbst eingeschlafen war, wurden ihm Handschuh und Ring entrissen. Vor ihm stand der junge Grímr, blendete ihn mit einer grellen Fackel und sagte:

„Eptir þessari hendi, gulli ok glófa skaltu leita ok þreyja ok aldri náðir fá, fyrr en sá leggr jafnviljugr aptr í þinn lófa, sem nú tók á burtu.“

„Nach dieser Hand, dem Ringe und dem Handschuh sollst du suchen und dich sehnen, und niemals Ruhe finden, bis der ihn freiwillig in deine Hand zurückgibt, der ihn nun fortgenommen hat!“

Als Hálfdan in das Schlafgemach seines Vaters kommt, liegt dieser von einem Schwert durchbohrt im Bett. Ein Diener, der am Leben gelassen wurde, um ihm eine Botschaft zu übermitteln, berichtet, dass der ältere Grímr den König mit folgenden Worten ermordet habe:

„Segið svá Hálfdani, at Vígfúss ok Ófeigr hafi hefnt Hergeirs konungs“

„meldet Hálfdan, dass Vigfúss und Ofeigr König Hergeirr gerächt haben!“

### Hálfdans Suche
Abschnitte 10 bis 20. Hálfdan übertrug Sigmundr, dem Bruder der Königin ísgerör, die Leitung des Reiches und begab sich auf die Suche nach dem Mörder seines Vaters. Stets wurde er von der Sehnsucht nach der wunderschönen Hand und dem herrlichen Ring angetrieben. In seiner Abwesenheit suchte Úlfkell Sigmundr auf und forderte von diesem das Reich des alten Königs Hergeirr, des Vaters seiner Frau, für sich selbst. In der anschließenden Schlacht besiegte Sigmundr Úlfkell, der nach Norwegen floh. Dort erschlug er seinen Bruder Úlfarr und unternahm mit seiner Flotte Raubzüge. Dabei begegnete er eines Tages auch Hálfdan und es kam zu einer Seeschlacht. Als er mit seiner Übermacht Hálfdan beinahe besiegt hatte, wendete sich das Blatt. Ein sehr großer Mann kam Hálfdan mit 25 Schiffen zu Hilfe, und Úlfkell konnte mit seiner Frau nur mit knapper Not entkommen. Hálfdan wurde im Kampf schwer verwundet und wurde fast ein Jahr lang im Haus des armen Katners Hriflingr und seiner Frau Arghyma gepflegt. Úlfkell verbündete sich inzwischen mit seinem Bruder Úlfr enn illi, sie überfielen Bjarmaland und raubten Eðný, die Tochter des Königs Hárekr. König Hárekr verriet Úlfkell, wer der Unbekannte war, der ihm in der Schlacht die schwere Niederlage beigebracht hatte. Es war Grímr, der im Osten der Finnischen Bucht lebte. Úlfkell begab sich nun mit Hárekr, der beabsichtigte die Pflegetochter Grímrs zu erwerben, auf einen Rachefeldzug.
Mit einem riesigen Heer rückten sie auf den Wohnsitz von Grímr vor. Hálfdan hatte inzwischen durch Hriflingr erfahren, dass der ältere Grímr, der seinen Vater ermordet hatte, in Wirklichkeit der Jarl Skúli war, der Hálfdan in der Seeschlacht das Leben gerettet hatte und nun selbst in arger Bedrängnis sei. Hálfdan erhielt von Arghyrna ein Amulett und ein Schwert und von Hriflingr einen kleinen Hund, der ihm den Weg zum Jarl zeigen sollte. Auf seinem Weg musste Hálfdan drei Riesen und einen breiten Fluss überwinden, um die Festung Skúlis zu erreichen. Er erblickte auf den Zinnen der Burg eine Frau, die alle anderen an Schönheit übertraf. Es war Ingigerðr, die ihn um Beistand bat und ihm als Treuepfand jenen Handschuh zuwarf, den sie ihm einst wieder abgenommen hatte. Sie versprach ihm zudem bei ihrer nächsten Begegnung den wundersamen Ring. Das feindliche Heer wurde vollständig vernichtet und die falsche Königstochter Ingigerðr ertrank bei ihrer Flucht. Die richtige Ingigerðr begab sich anschließend in Hálfdans Gewalt und schenkte ihm den Ring.

### Versöhnung
Abschnitte 21 bis 24. Der Jarl Skúli kam hinzu und bat Hálfdan um Vergebung für die Ermordung seines Vaters, an der auch Ingigerðr beteiligt war. Nach der Versöhnung wurden die Schätze zusammengetragen, die Hálfdan bei den drei Riesen erbeutet hatte. Einen Teil davon bekamen Hriflingr und seine Frau. Gemeinsam mit Skúli zog Hálfdan nach Bjarmaland, um dieses zu erobern, und brachte von dort Háreks Tochter Eðuý mit. Gemeinsam kamen sie nun nach Aldeigjuborg zurück, wo ísgerðr sie herzlich empfing. Auf einem Thing wurde Hálfdan versichert, dass die Ingigerðr, die er hierher gebracht hatte, tatsächlich die Tochter König Hergeirs war. In der Folge gab es drei Hochzeiten zwischen Hálfdan und Ingigerðr, Skúli und Ísgerðr sowie Sigmundr und Eðný. Bjarmaland wurde unter Sigmundr Verwaltung gestellt und Skúli kehrte auf seinen alten Jarlssitz nach Alaborg zurück. Hálfdan fuhr anschließend mit Sigmundr und dessen Bruder Oddr skrauti nach Norwegen und wurde von den Drontheimern zum König gewählt. Gemeinsam mit Ingigerðr hatte er später zwei Söhne, Þórir hjortr und Eystein glumra.

### Letzte Schlacht
Abschnitte 25 bis 27. Bald darauf wurde Kirjálabotn in Bjarmaland überfallen und Sviði, ein Waffenbruder Hálfdans, der die dortige Verwaltung leitete, wurde erschlagen. Hálfdan und Sigmundr stellten ein großes Heer zusammen und zogen nach Bjarmaland. Dort trafen sie auf Valr und Ragnarr, zwei Neffen des König Hárek, die sich als die rechtmäßige Erben des ehemaligen Reiches ihres Vaters betrachteten. In der Gandvík im Weißen Meer kam es zu einer Seeschlacht zwischen Hálfdan und Sigmundr und Valr, dessen beiden Söhnen Kottr und Kisi sowie Agnarr, einem Sohn Ragnars. Die Schlacht endete mit einem Sieg Hálfdans, und Sigmundr und Valr flohen mit dessen Söhnen und mit dem Goldschatz, den er einst dem Riesen Svaði, einem Sohn des Gottes Þórr, abgenommen hatte. Alle stürzten sich in einen Wasserfall und wurden in der dahinter liegenden Höhle zu horthütenden Drachen (Drachenhort). Dort verweilten sie, bis sie von Oddr skrautis Sohn Gull-þórir besiegt wurden. Agnarr entkam und begab sich nach Hálogaland, lebte lange Zeit als Seeräuber und begab sich wie sein Vater mit seinem ganzen Schiff in einen Hügel, wo er zum Troll wurde. Hálfdan kehrte nach Norwegen zurück, wo er eines natürlichen Todes starb, und Sigmundr wurde König von Bjarmaland.

## Handschriften (Auswahl)
- Jón Finnsson: Rímur af Hálfdani Eysteinssyni. In: AM 146 a 8vo. S. 1–42 (handrit.is).
- Hálfdanar saga Eysteinssonar. In: AM 583 a 4to. 1663.
- Hálfdanar saga Eysteinssonar. (Sagan af kóng Hálfdani svarta Eysteinssyni) In: AM 171 b fol. (handrit.is).
- Hálfdanar saga Eysteinssonar. In: AM 343 a 4to – Fornaldar- og riddarasögur. 1450–1475, S. 99–103 (handrit.is).
- Hálfdanar saga Eysteinssonar. In: Arnarbælisbók. 1450–1499, S. 25–26 (handrit.is, Fragment).
- Saga af Hálfdáni Eysteinssyni. In: ÍB 43 fol. – Sögusafn. 1750. (handrit.is)